# Sibaï
Pour les articles homonymes, voir Sibai.
Sibaï (en russe : Сибай) est une ville de la république de Bachkirie, en Russie, dans le raïon de Baïmak. Sa population s'élevait 61 344 habitants en 2019.

## Géographie
Sibaï est située dans le sud de l'Oural, à 25 km au nord-est de Baïmak, à 83 km au sud de Magnitogorsk, à 288 km au sud-est d'Oufa et à 1 400 km à l'est de Moscou.

## Histoire
La légende raconte que la découverte initiale des richesses minières de la ville fut réalisée il y a plus de 100 ans par un chasseur du village de Vieux Sibaï, qui en cherchant dans le terrier d'une martre trouva une argile rouge et lourde comportant des paillettes de pyrite. Il ignorait qu’il avait découvert un chapeau de fer qui caractérise les dépôts métallifères. Par la suite les habitants se servirent de la terre rouge du trou pour peindre des peaux, du bois ou des yourtes.
À la fin de l'année de 1912, un habitant du village de Nouveau Sibaï (Amir Abdulkasimovitch Khoudaïberdine) apporta à la Société minière de l'Oural du Sud plusieurs sacs d’argile qu’il avait sélectionnés. Les analyses montrèrent que l’argile contenait du minerai de fer avec une teneur significative en or et argent. L'administration de la Société minière de l'Oural du Sud commença alors l'étude du gisement, celle-ci fut interrompue en 1915 à la suite de l'effondrement du puits d'exploration puis pendant la guerre civile russe en raison de l'inondation de la galerie. L'exploitation du gisement ne débuta qu'en 1925.
Avec l’augmentation du nombre d’employés de la mine, Sibai fut transformé en commune urbaine à la fin de l’année 1938. L'année suivante fut découvert un important gisement de minerais polymétalliques au sud de Sibai. En janvier 1944 une fonderie de cuivre fut ouverte.
Le 25 mars 1948 un décret pris en conseil des ministres de l’URSS décide:
- L’extraction de 1 500 tonnes de minerai par an ;
- La production de 21 tonnes de cuivre brut et de 380 tonnes de soufre par an ;
- La construction d'une centrale électrique de 36 000 kW ;
- La construction de 110 000 m2 de logements.

Sibaï reçut le statut de ville en 1955.

## Population
Recensements (*) ou estimations de la population
| 1939* | 1959*  | 1970*  | 1979*  | 1989*  |
| ----- | ------ | ------ | ------ | ------ |
| 2 396 | 28 822 | 37 656 | 40 294 | 47 257 |

| 2002*  | 2010*  | 2012   | 2013   | 2014   |
| ------ | ------ | ------ | ------ | ------ |
| 59 082 | 62 763 | 62 911 | 62 669 | 62 562 |

| 2015   | 2016   | 2017   | 2018   | 2019   |
| ------ | ------ | ------ | ------ | ------ |
| 62 356 | 61 534 | 61 054 | 61 266 | 61 344 |

## Économie
La principale entreprise de Sibaï est l'usine de métaux non ferreux OAO Bachkirski medno-serny kombinat (ОАО "Башкирский медно-серный комбинат"), qui produit du cuivre et du concentré de zinc.

## Galerie

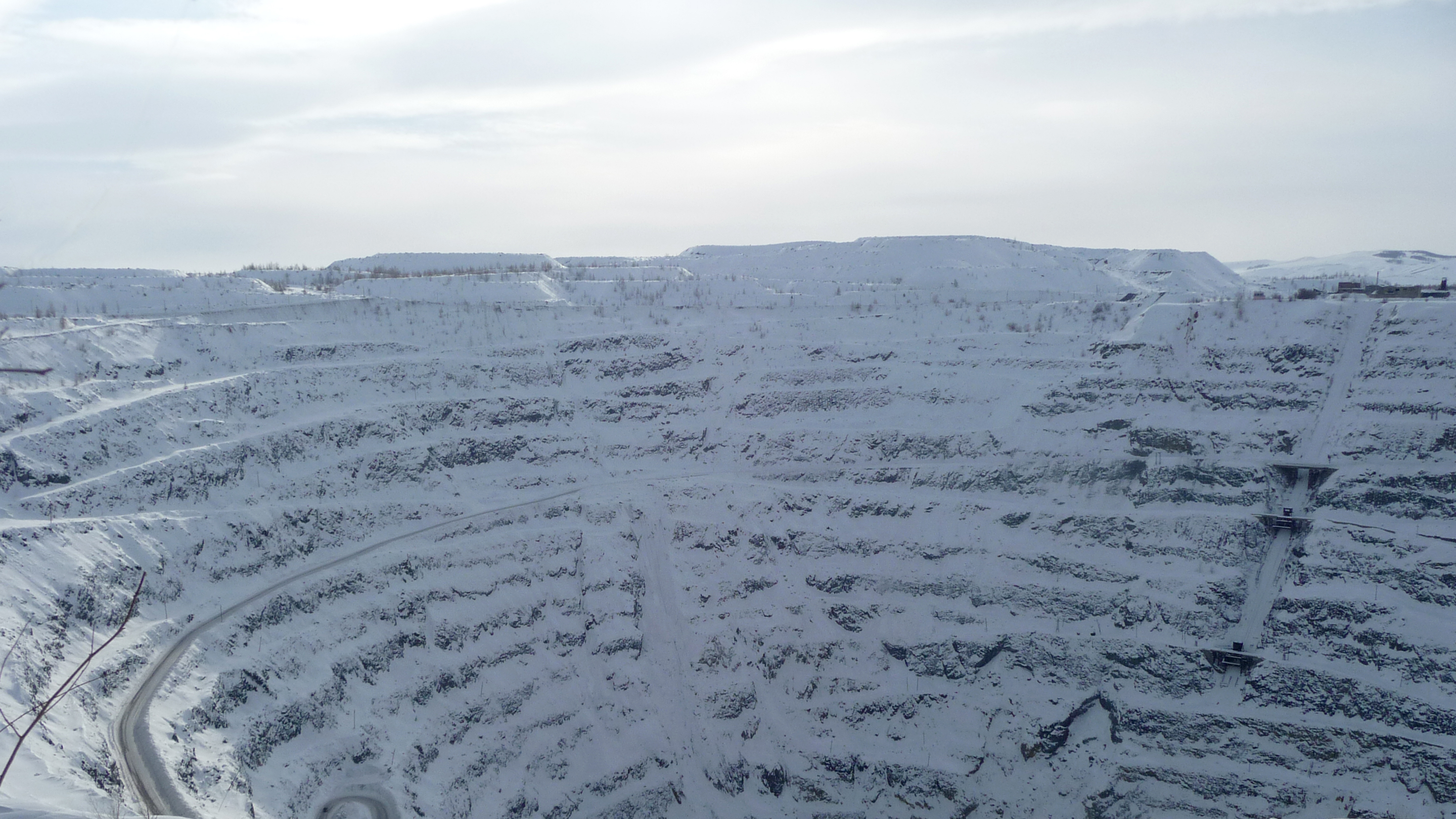
Mine de cuivre à ciel ouvert de Sibaï : près de 2 km de large et 500 m de profondeur.
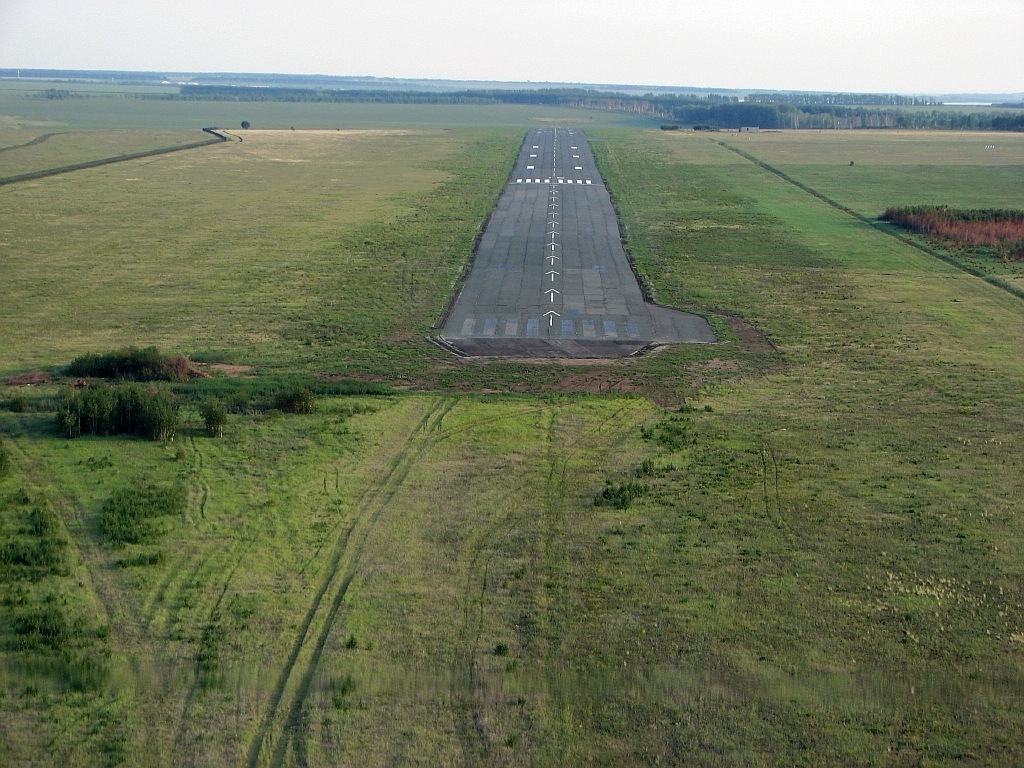
Piste de l'aérodrome de Sibaï.

## Climat
| Mois                     | jan.  | fév.  | mars | avril | mai  | juin | jui. | août | sep. | oct. | nov. | déc.  | année |
| ------------------------ | ----- | ----- | ---- | ----- | ---- | ---- | ---- | ---- | ---- | ---- | ---- | ----- | ----- |
| Température moyenne (°C) | −13,2 | −13,1 | −8   | 3,2   | 13,7 | 19,5 | 20,9 | 18,7 | 12,2 | 3,6  | −6,4 | −12,4 | 3,3   |
| Humidité relative (%)    | 83,2  | 81,7  | 82,8 | 69,1  | 47,8 | 46,9 | 49,8 | 49,3 | 56,2 | 71,5 | 80,9 | 83,6  | 66,8  |